# کریستال واترز
کریستال واترز (انگلیسی: Crystal Waters؛ زادهٔ ۱۰ اکتبر ۱۹۶۴) یک موسیقی‌دان اهل ایالات متحده آمریکا است. وی از سال ۱۹۸۷ میلادی تاکنون مشغول فعالیت بوده‌است.